# Skyworth HT-i
Skyworth HT-i — гибридный автомобиль, серийно выпускаемый с сентября 2022 года на базе электромобилей Skywell.

## Описание
Автомобиль Skyworth HT-i серийно выпускается с 2022 года. Это гибридный автомобиль на базе электромобиля, оснащённый двигателем внутреннего сгорания с подключаемым модулем BYD DM-i объёмом 1,5 литра, мощностью 81 кВт и крутящим моментом 135 Н∙м. Коэффициент полезного действия составляет 43,04%.
Напряжение аккумулятора составляет 21,68—32,76 кВт*ч. Запас хода составляет 115—205 км. До 30—80% автомобиль заряжается за 25—30 минут. На российском рынке модель официально не продаётся.